# Protektionism
Protektionism är ett begrepp inom handelspolitiken. Protektionism går ut på att på olika sätt skydda varor och tjänster som produceras i det egna landet från konkurrens från andra länder. För att skydda sig kan landet använda en hel rad åtgärder, så kallade handelshinder, som importavgifter, tullar, registreringsavgifter, importkvoter med mera. Motsatsen till protektionism är frihandel.
Protektionism kan också handla om att utestänga gästarbete eller begränsa arbetskraftsinvandring.[källa behövs]

## Typer av protektionistiska åtgärder

### Produktionsstöd
En regering kan ge olika former av produktionsstöd till en näring, så att ett större antal produktionsenheter kan drivas trots negativt resultat. Detta är vanligt till exempel i EU:s jordbrukspolitik.

### Tull- och importavgifter
Tullavgifter (skyddstull eller tullskydd) syftar till att skapa en högre prisnivå på utländska varor och tjänster, och därmed skydda den inhemska industrin från konkurrens.

## Tänkbara motiv till protektionism
I många  länder dominerar en liten markägande klass större delen av landets export, som ofta består av primärvaror (jordbruksvaror, råvaror etc). Med frihandel riskerar vinsterna som genereras av exporten, att användas till att köpa billiga industrivaror från utlandet så att utvecklingen hos de inhemska, mindre konkurrenskraftiga basindustrierna hämmas.
Protektionister menar ofta att det kan vara motiverat att skydda vissa inhemska industrier från utländsk konkurrens genom så kallade skyddstullar i dessa industriers uppväxtfas. Dessa kallas i folkmun för uppfostringstullar, och dess förespråkare brukar peka på till exempel Sydkorea som ett land som lyckats industrialisera sig med hjälp av dessa. När industrierna vuxit och blivit konkurrenskraftiga skall tullskyddet i teorin avskaffas, och internationell konkurrens tillåtas. Man hoppas att om man genom att låta ett fåtal industrier växa ifred, man kan få spridningseffekter till övriga ekonomin. Man menar också att i princip alla idag industrialiserade länder använde sig av uppfostringstullar under sin industrialisering. Storbritanniens textilindustri innan industrialiseringen hade tagit fart, var till exempel tvunget att skyddas mot de mer konkurrenskraftiga indiska producenterna för att kunna komma igång. Hade inte denna textilindustri kommit till skott, så hade industrialiseringen antagligen inte kommit till stånd alls menar vissa, i alla fall inte där och då. Detta eftersom den brittiska textilindustrin var startmotorn för västerlandets industrialisering.
Ett annat skäl till protektionism kan vara industridiversifiering. Frihandelsteorin menar att länder ska fokusera på det de gör bäst, men för vissa länder kanske det inte är önskvärt att bygga hela sin ekonomiska framgång kring en och samma marknad.
Ett annat skäl för protektionism inom till exempel jordbruks- och livsmedelssektorn, ofta anfört av nationalister under 1800-talet och av starka intressegrupper inom EU, är att undvika det utlandsberoende som frihandeln innebär om det går att producera till exempel livsmedel billigare någon annanstans i världen.
Ett användningsområde för protektionism är att få kapitalinflöde till landet. Om det i ett land finns en viss efterfrågan, och marknaden är avspärrad med tullskydd mot import, kan utländska investerare tjäna på att föra in kapital i landet och bygga fabriker och produktionsenheter innanför landets tullmurar och på så vis få tillgång till marknaden ändå, samtidigt som det protektionistiska landet i och med detta ökar sin produktion. Företagsinvesteringar av dessa skäl brukar kallas "tariff-jumping".